# Андросов Михайло Васильович
Михайло Васильович Андро́сов (1920, село Коськово Орловської губернії — 1962, місто Запоріжжя) — комсомольський діяч, учасник радянського партизанського руху в роки німецько-радянської війни, письменник.

## Біографія
Народився у 1920 році в селі Коськово Орловської губернії РСФРР (нині Знаменський район Орловської області Росії). Закінчив школу № 86 у Запоріжжі.
З 1938 по 1939 рік працював лаборантом і завідувачем механічної лабораторії Запорізького заводу «Комунар».
У 1939—1940 роках — інструктор, у 1940—1941 роках — завідувач відділу селянської молоді Запорізького обласного комітету комсомолу. Член ВКП(б) з 1940 року.
У 1941—1942 роках — інструктор Ставропольського (Орджонікідзевського) крайового комітету ВЛКСМ.
З 7 жовтня 1942 року, після закінчення Саратовської спецшколи ЦК ВКП(б), обіймав посаду помічник комісара з комсомольської роботи у партизанському об'єднанні Сидора Ковпака; з травня 1944 року — заступник командира з комсомольської роботи 1-ої Української партизанської дивізії.
У 1944—1946 роках обіймав посаду 2-го секретаря Запорізького обласного комітету ЛКСМУ. У жовтні 1946—1954 року — 1-й секретар Запорізького обласного комітету ЛКСМУ. У 1954—1958 роках — секретар Сталінського районного комітету КПУ міста Запоріжжя. Автор книг «Молоді ковпаківці», «Хоробрі серця». Жив у Запоріжжі в будинку на проспекті Леніна, № 43. Помер у 1962 році.

## Нагороди
- орден Леніна
- орден Червоного Прапора
- два ордени Трудового Червоного Прапора (28.10.1948,)
- орден Червоної Зірки
- медаль «Партизанові Вітчизняної війни» 1-го ст.
- медаль «За перемогу над Німеччиною у Великій Вітчизняній війні 1941—1945 рр.»
- медаль «За доблесну працю у Великій Вітчизняній війні 1941—1945 рр.»
- медалі

## Вшанування

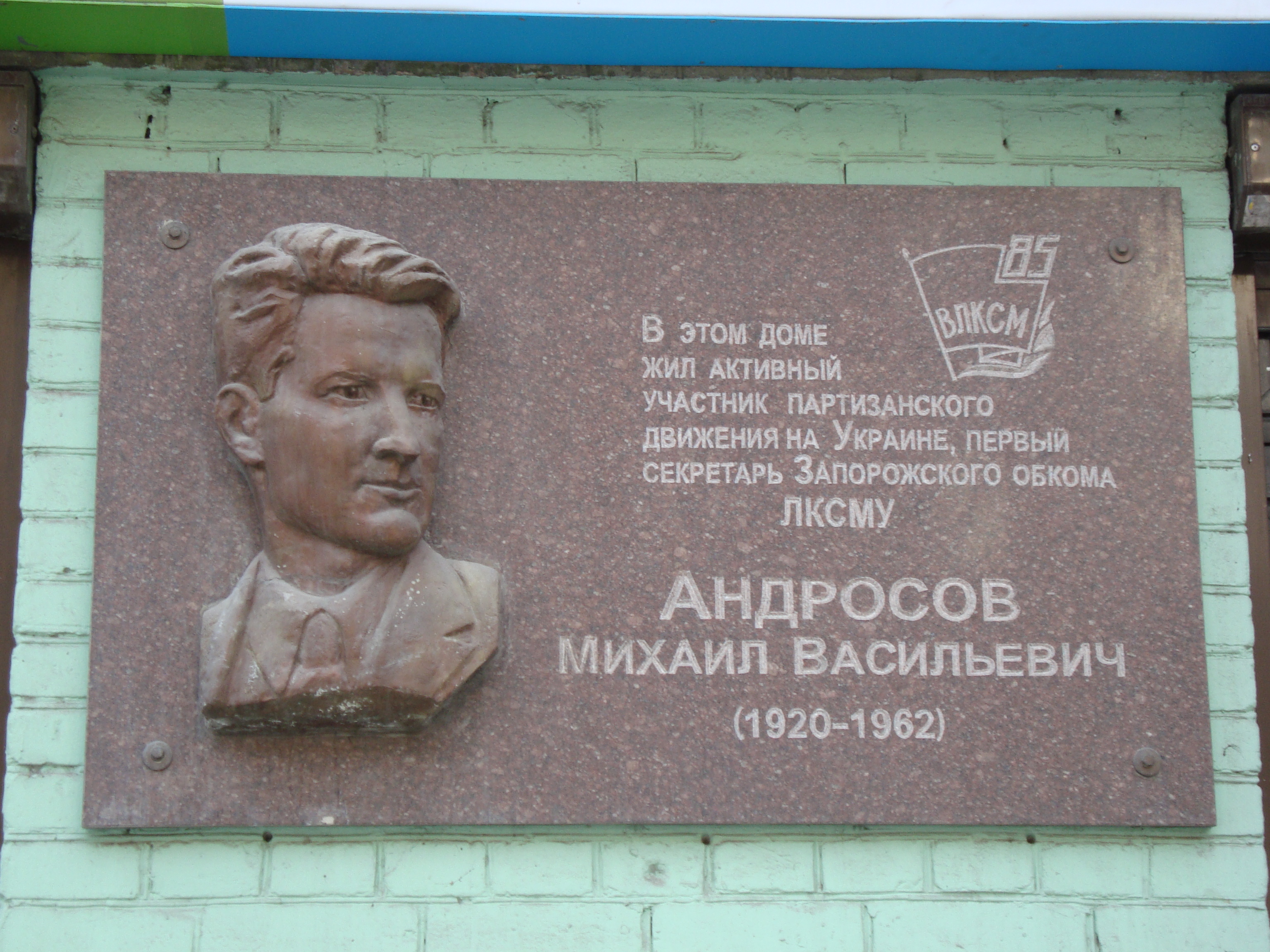
Меморіальна дошка у Запоріжжі.

- 1967 року встановлено Запорізьку обласну літературну премію імені Михайла Андросова за кращі твори літератури та мистецтва про молодь[3];
- На його честь названа вулиця в Ленінському районі Запоріжжя[4];
- Його ім'я прсвоєне:
  - школі № 3 Запоріжжя[2];
  - Запорізькій центральній міській бібліотеці для дітей[3];
- У 1980-ті роки в Запоріжжі, на будинку по проспекту Леніна, № 43, де жив Михайло Андросов, встановлено меморіальну дошку[2].